# Євгенія Дімієва
Євгенія Дімієва (болг. Евгения Димиева; нар. 1854, Тирново — 1884, Тирново) — болгарська освітня діячка, викладачка гімназій у Салоніках та Софії. 
Двоюрідна сестра прем'єр-міністра Болгарії Стефана Стамболова. Представниця третьої хвилі вихованок Київської Фундуклеївської гімназії, які прибували з Болгарії в часи Османської імперії.

## Біографія
Народився 1854 в місті Велико-Тирново. Двоюрідна сестра прем'єр-міністра Болгарії Стефана Стамболова. Представниця третьої хвилі болгарських студентів, які вирушили до Києва 12 червня 1870 . Як розповідав у своїх мемуарах Стефан Ікономов — будинок її батька в Русе був пунктом зібрання болгарських дівчат для вирушали до Києва.
1879-1883 - закінчили Вищі жіночі курси у Києві. Після створення Князівства Болгарія, коротко працювала викладачкою Солунської болгарської дівочої гімназії. 1883 була викладачкою Першої софійської державної гімназії. 